# La Angostura (Mexiko)
Die im Jahr 1974 fertiggestellte Talsperre La Angostura („die Enge“ oder „die Schlucht“) befindet sich am Río Grijalva im Bundesstaat Chiapas im Südosten Mexikos. Sie ist auch unter dem Namen Dr. Belisario Domínguez bekannt.

## Lage
Der Staudamm steht ca. 70 km (Fahrtstrecke) südöstlich von Tuxtla Gutiérrez bei der Ortschaft Venustiano Carranza in einem schmalen Tal. Der Stausee ist einer der größten der Erde und der größte Mexikos. Neben dem Río Grijalva gibt es weitere Zuflüsse, unter anderem: Cuxtepeques, Socoltenango, Aguacate, Morelia, Puerta, Río Selegua.

## Kraftwerk
Die Staumauer ist ein 146 m hoher Steinschüttdamm und wurde 1974 von der Comision Federal de Electricidad fertiggestellt. In einem Wasserkraftwerk wird mit fünf Turbinen und Generatoren à 180 MW insgesamt eine elektrische Leistung von 900 MW erzeugt.
Am Grijalva gibt es vier Wasserkraftwerke: neben La Angostura sind dies Manuel-M.-Torres-Staudamm (Chicoasén), Nezahualcóyotl (Malpaso) und General Angel Albino Corzo (Peñitas).